# Pilocrocis reniferalis
Pilocrocis reniferalis là một loài bướm đêm trong họ Crambidae.